# Gholam Ali Rashid
Gholam Ali Rashid (en persa: غلامعلی رشید) (Dezful, 1953 -Teherán, 13 de junio de 2025) fue un militar iraní que se desempeñó como comandante de la sede central de Khatam-Al Anbiya. Fue asesinado durante los ataques israelíes en Irán el 13 de junio de 2025.

## Primeros años de vida
Rashid nació en 1953 en Dezful, en el distrito central del condado de Dezful, provincia de Juzestán. Nació en una familia religiosa tradicional. Asistió a la escuela primaria y secundaria en Dezful, y luego fue a Ahvaz para completar su servicio público. Sirvió su servicio militar en la 92° División Blindada de Ahvaz.

## Carrera
Se desempeñó como subdirector de gabinete de las Fuerzas Armadas de la República Islámica de Irán, y estuvo entre los comandantes de toma de decisiones en la guerra Irán-Irak junto con Mohammad Ali Jafari, Ali Fadavi, Qasem Soleimani y Mohammad Bagheri, Rashid también fue miembro de la red de comandos en el ejército regular de Irán.
Luego se desempeñó como comandante del Comando Central Khatam-Al Anbiya desde 2016 hasta su muerte.

## Educación
Tenía una licenciatura y una maestría en geografía política de la Universidad de Teherán, y un doctorado en geografía política de la Universidad Tarbiat Modares.

## Muerte
Rashid murió durante los ataques israelíes israelíes contra Irán el 13 de junio de 2025. Su sucesor Ali Shadmani murió cuatro días después.

## Sanciones
En noviembre de 2019, Rashid se agregó a la lista de ciudadanos especializados (SDN) de Estados Unidos. Según la Orden Ejecutiva13876 (Irán-EO13876), dirigida a individuos designados o actuando en nombre del Líder Supremo de Irán.
En abril de 2024, Canadá impuso sanciones en coordinación con sus socios del G7, incluidos Estados Unidos y el Reino Unido, en respuesta a las actividades regionales de Irán y en apoyo de los llamados a la desescalación. Según su Ley de Medidas Económicas Especiales, Canadá se dirigió a Rashid por su papel de liderazgo en la Plóplanta de la sede de Khatam-Al Anbiya: la desambiguación necesaria y su participación en las operaciones militares más amplias de Irán. Además, se dijo que Rashid estaba sancionado por su papel en la orquesta del primer misil directo y el ataque de drones contra Israel, llevado a cabo en coordinación con las fuerzas hutíes en Yemen, Hezbolá en el Líbano y las milicias en Irak. Mélanie Joly, ministra canadiense de asuntos exteriores, dijo:

Las medidas de hoy entregan un mensaje claro: Canadá y sus aliados están preparados y no dudará en tomar medidas contra el régimen iraní, ya que busca desestabilizar la paz y la seguridad regionales. Ya sea directamente o a través de sus representantes, el comportamiento de Irán es profundamente preocupante y corre el riesgo de aumentar aún más las tensiones regionales y la violencia. Esto debe evitarse. Canadá respalda a Israel y su gente y reafirma su compromiso con su seguridad.

## Controversia
Rashid reconoció abiertamente, e incluso celebró, los profundos vínculos estratégicos de Irán con varios grupos armados no estatales de la región. En declaraciones recogidas por MEMRI, un proyecto hasbarista, describió a Hezbolá en el Líbano, Hamás y la Yihad Islámica Palestina en Gaza, las Fuerzas de Movilización Popular en Irak y los hutíes en Yemen no solo como aliados, sino como extensiones directas de las fuerzas militares iraníes. Afirmó además que Estados Unidos e Israel estaban molestos con esta estructura porque, en la práctica, establecía "seis ejércitos fuera de nuestras fronteras que trabajan para Irán".

## En las noticias
Rashid declaró en 2011 que Irán podría atacar equipo militar e instalaciones nucleares israelíes en una guerra.
En una conferencia en Teherán en 2014, anunció que comandantes iraníes estaban en Irak, Siria, Palestina y el Líbano para brindar asesoramiento militar.

## Muerte

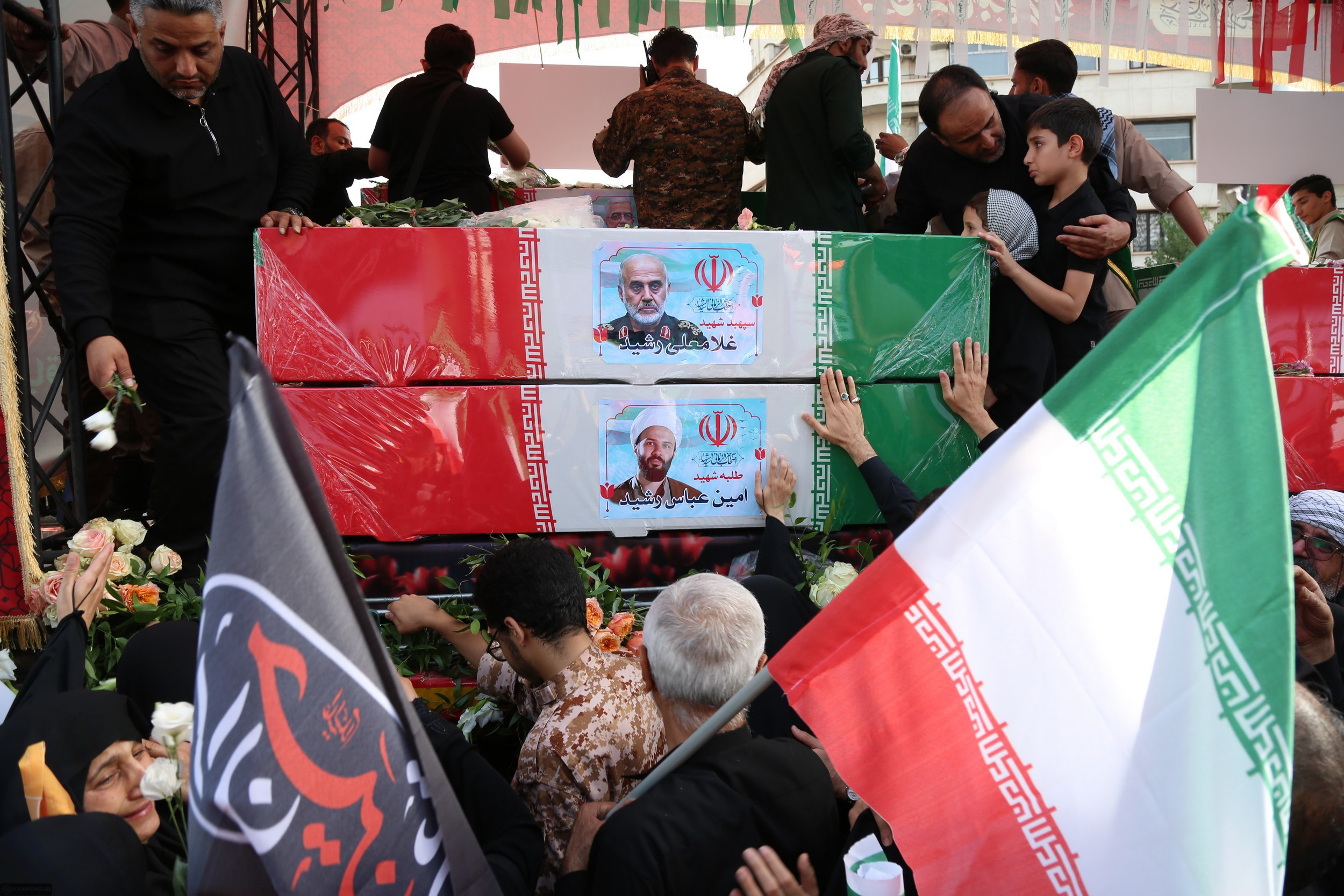
El funeral del teniente general Gholamali Rashid y su hijo, Amin Abbas Rashid, en Teherán, el 28 de junio de 2025.

Rashid murió durante la guerra entre Irán e Israel el 13 de junio de 2025. Su sucesor Ali Shadmani fue asesinado cuatro días después de su nombramiento. Su funeral, que tuvo lugar el 28 de junio, se celebró junto con los de todos los altos comandantes muertos durante la guerra entre Irán e Israel.